# Osebno ime
Osébno imé ali antroponím je beseda ali več besed, ki se uporabljajo za razlikovanje oz. določevanje posameznega človeka (osebe). Osebno ime je lastno ime človeka. Ime dobijo ljudje (otroci) ob rojstvu oz. krstu. Osebno ime ima navadno dva dela: ime v ožjem pomenu besede, tj. rojstno (krstno) ime, in družinsko ime, tj. priimek (obojih je lahko tudi po več): Ivan Cankar, Lucijan Marija Škerjanc, Marija Novak. Do nastanka priimkov so bila v navadi enodelna (praviloma enobesedna) imena: Valjhun, Samo. Taka so pogosto tudi pravljična imena: Pepelka, Rdeča kapica.

## Zgradba imena
Pri dvodelnih imenih, ki so v navadi danes, je pravilno zaporedje ime priimek (Ivan Cankar); v abecednih seznamih pišemo pogosto priimek pred imenom, najbolje z vejico: Cankar, Ivan. Pravilni vrstni red je še posebej pomemben kadar je tudi priimek lahko ime: Jernej Damjan, Elton John.
Pravno gledano je osebno ime sestavljeno iz imena in priimka. Oseba, ki ima ime in priimek, sestavljena iz več besed, mora v pravnem prometu uporabljati osebno ime, izbrano za pravni promet. Izbrani priimek in ime se lahko sestojita vsak zase po največ iz dveh besed. Zakon o osebnem imenu ne omejuje števila besed za ime ali priimek posameznika, omejuje le število besed za ime ali priimek, izbran za pravni promet (ime ali priimek oziroma ime in priimek vsako zase največ iz dveh besed). Dolžine osebnega imena zakon ne omejuje, pač pa govori, da je osebno ime sestavljeno iz besed, zato osebno ime ne more biti sestavljeno iz le ene črke ali številke.
Troimensko poimenovanje je bilo nekdaj lastno starim Rimljanom, danes pa je značilno za Ruse. Vsi svobodni rimski državljani moškega spola so namreč imeli tri imena: praenomen ali osebno ime, nomen gentile ali rodovno ime in cognomen ali družinsko ime oziroma priimek (prim. Gaj Julij Cezar), medtem ko je Rusom poleg imena in priimka lastno tudi očetovo ime oz. tako imenovano otčestvo (prim. Lev Nikolajevič Tolstoj). 

## Psevdonim in pridevki
Osebno ime je lahko skrivno (psevdonim) in se uporablja ali samostojno ali za pravim imenom: Prežihov Voranc, Franc Rozman - Stane, Lovro Kuhar - Prežihov Voranc. Včasih so namesto priimka uporabljali pridevke: Herman Celjski, Aleksander Makedonski (Aleksander Veliki), Henrik Pomorščak, Friderik S praznim žepom.

## Statistika imen in priimkov v Sloveniji
Skoraj dva milijona državljanov Slovenije je bilo (decembra 2003) poimenovanih z nekaj več kot 37.500 imeni (17.401 moškimi in 20.150 ženskimi).

### Tehnična opomba
V Centralnem registru prebivalstva so osebna imena zapisana le z znaki slovenske abecede, razširjene s črkami Ć, Đ, Q, W, X in Y. 
Zakon o matičnem registru  iz leta 2003 oziroma Pravilnik o izvajanju zakona (2006) določa (Priloga 1), da se za zapis osebnih in krajevnih imen uporabljajo naslednji nabori znakov:
1) osnovni nabor - znaki slovenske abecede: 
- A, B, C, Č, D, E, F, G, H, I, J, K, L, M, N, O, P, R, S, Š, T, U, V, Z, Ž
- a, b, c, č, d, e, f, g, h, i, j, k, l, m, n, o, p, r, s, š, t, u, v, z, ž

2) dodatni nabor – znaki, ki se pogosto pojavljajo v lastnoimenskem besedju, 
časopisih in knjigah 
- Q, W, X, Y, Ä, Ö, Ü, Ć, Đ
- q, w, x, y, ä, ö, ü, ć, đ

3) nabor znakov s pravorečnimi znamenji
- ostrivec ´ (nad znaki:) a, e, i, o, u
- krativec ` (nad znaki:) a, e, i, o, u
- strešica ˆ (nad znaki:) e, o,
- dvojni ostrivec ˝ (nad znaki:) o, u

Ti nabori znakov zagotavljajo možnost originalnega zapisa imen pripadnikov italijanske in madžarske narodnosti ter ne zahtevajo spremembe imena za osebe z imeni s področja srbske in hrvaške narodnosti.

### Redka imena
Med vsemi imeni je več kot 25 tisoč imen takšnih, ki jih ima samo ena oseba, z malo manj kot 4.000 imeni sta poimenovani dve, s 1.682 imeni tri in skoraj s tisoč imeni štiri osebe. Skoraj 85 % imen je torej dodeljenih približno 2 odstotkoma državljanov Slovenije.

### Najpogostejša imena
Glej seznam najpogostejših imen v Sloveniji.
Po podatkih SURSa je bilo na dan 31. decembra 2007 sedem imen (pet moških in dve ženski) takih, da je isto ime dodeljeno več kot 20.000 osebam, kar pomeni, da ima 12 % državljanov enega od sedmih imen. Z najštevilčnejšim imenom Marija je poimenovanih skoraj 7,1 % vseh žensk (72.859), z najpogostejšim moškim imenom Franc pa 3,2 % moških (31.396). Marija je bilo najpogostejše ime v obdobju do leta 1970, Franc pa do leta 1960. Med rojenimi v obdobju po letu 1991 ime Marija po pogostnosti najdemo na 92. mestu, ime Franc pa šele na 193, kar kaže na spremenjene vzorce poimenovanja.
Več kot 20.000 oseb ima še imena Anton, Ivan, Janez ali Jožef. Pogostnost dodeljevanja prvih dveh imen prične padati po letu 1960, drugih dveh pa po letu 1970. Drugače pa je z drugim najpogostejšim ženskim imenom Ana. Med 29.442 ženskami z imenom Ana je 3.377 deklic, rojenih po letu 1991. Ime Ana je med najpogostejšimi desetimi imeni po letu 1993 in je zadnja štiri leta po pogostnosti dodeljevanja na drugem mestu.
Rojenim v zadnjem desetletju so najpogosteje dodeljena kratka imena, med katerimi sta najštevilčnejša Luka in Anja. Med desetimi najpopularnejšimi imeni po letu 1991 so še Jan, Rok, Žan, Nejc in Nina, Sara, Ana in Nika.

### Najpogostejša imena po spolu
Podatki na dan 31. decembra 2007:

#### Ženska
| Ime       | število | odstotek |
| Marija    | 72.859  | (7,1 %)  |
| Ana       | 29.422  | (2,9 %)  |
| Irena     | 12.736  | (1,2 %)  |
| Maja      | 12.644  | (1,2 %)  |
| Mojca     | 11.425  | (1,1 %)  |
| Jožefa    | 11.361  | (1,1 %)  |
| Mateja    | 10.518  | (1,0 %)  |
| Frančiška | 10.401  | (1,0 %)  |
| Nataša    | 10.229  | (1,0 %)  |
| Jožica    | 9.732   | (1,0 %)  |

#### Moška
| Ime    | število | odstotek |
| Franc  | 31.396  | (3,2 %)  |
| Janez  | 25.489  | (2,6 %)  |
| Anton  | 22.394  | (2,3 %)  |
| Ivan   | 22.043  | (2,2 %)  |
| Jožef  | 21.315  | (2,2 %)  |
| Andrej | 17.613  | (1,8 %)  |
| Marko  | 17.131  | (1,7 %)  |
| Jože   | 16.137  | (1,6 %)  |
| Marjan | 13.625  | (1,4 %)  |
| Peter  | 13.146  | (1,3 %)  |

### Najpogostejša imena rojenih v letu 2003
Prvih dvajset imen živorojenih otrok v Sloveniji v letu 2003 urejenih po pogostnosti:

#### Dečki
Luka, Nejc, Jan, Žan, Žiga, Miha, Aljaž, Nik, Rok, Matic, David, Jaka, Tim, Anže, Tilen, Blaž, Jakob, Domen, Gašper, Jure.

#### Deklice
Nika, Ana, Sara, Eva, Lara, Nina, Anja, Maja, Maša, Klara, Lana, Ema, Tjaša, Kaja, Zala, Neža, Špela, Živa, Lea.

### Dve imeni
Večina od 20.217 imen, sestavljenih iz dveh imen, se pojavi samo enkrat. Najpogostejše dvojno žensko ime na dan 31. december 2007 je Ana Marija, s katerim je v Sloveniji poimenovanih 1.283 žensk. Okoli 500-krat se pojavita tudi imeni Marija Ana (480-krat) in Marija Magdalena (484-krat). Dvojno ime je veliko pogosteje dodeljeno ženskam, saj se najpogostejše moško dvojno ime Žan Luka pojavi 82-krat. Drugo najpogostejše je Peter Pavel (56-krat), tretje pa Franc Jožef (46-krat).

### Moško in žensko ime hkrati
Z nekaterimi imeni so poimenovani tako moški kot ženske, npr: Saša, Vanja, Ivica, Joža, Petja, Andrea. Ime Saša ima blizu 4.400 oseb, od tega tretjina moških. 40 % vseh oseb z imenom Ivica in 8 % vseh oseb z imenom Vanja je moških.

### Najpogostejša imena, ki se po letu 1991 ne pojavljajo več
Ženska: Miroslava, Hilda, Leopoldina, Zorka, Marija Magdalena, Rozina, Slava, Jozefa, Genovefa.
Moška: Karol, Vilko, Radoslav, Rajmund, Dragotin, Vekoslav, Radivoj, Silvan, Venceslav, Bogomil.

### Najpogostejši priimki
Glej Seznam najpogostejših priimkov v Sloveniji.

### Najpogostejše kombinacije imena in priimka
Podatki na dan 31. decembra 2007:

#### Moški
- Jožef Horvat – 268-krat
- Franc Novak – 213-krat
- Franc Horvat – 191-krat
- Janez Novak – 188-krat
- Štefan Horvat – 149-krat

#### Ženske
- Marija Novak – 460-krat
- Marija Horvat – 445-krat
- Marija Krajnc – 246-krat
- Marija Kovačič – 220-krat
- Marija Zupančič – 219-krat